# C/2003 A2 Gleason
C/2003 A2 Gleason è una cometa non periodica con orbita iperbolica scoperta il 10 gennaio 2003 dall'astronoma statunitense Arianna Elizabeth Gleason. 